# Bekopaka
Bekopaka is een stad en commune in het westen van Madagaskar.

## Ligging
Het is gelegen in het district Antsalova, dat gelegen is in de regio Melaky. De totale bevolking van de plaats werd in 2001 geschat op 9.000 inwoners. De stad is vanaf de regiohoofdstad Morondava te bereiken via de RN8, een ongeplaveide weg die de plaats Belon'i Tsiribihina met beide steden verbindt. De stad ligt tussen de rivier de Manambolo aan de zuidzijde en het bekende reservaat Tsingy de Bemaraha aan de noordzijde.

## Economie
Bekopaka heeft een eigen lokaal vliegveld. Op de scholen wordt zowel lager onderwijs als middelbaar onderwijs gegeven. Een groot deel van de bevolking leeft van de landbouw. Ze verbouwen voornamelijk rijst, maar ook bananen, maïs en cassave. Dankzij de ligging van de stad ten opzichte van de Tsingy de Bemaraha en Kirindy Forest is het ecotoerisme een andere belangrijke bron van inkomsten.

## Afbeeldingen

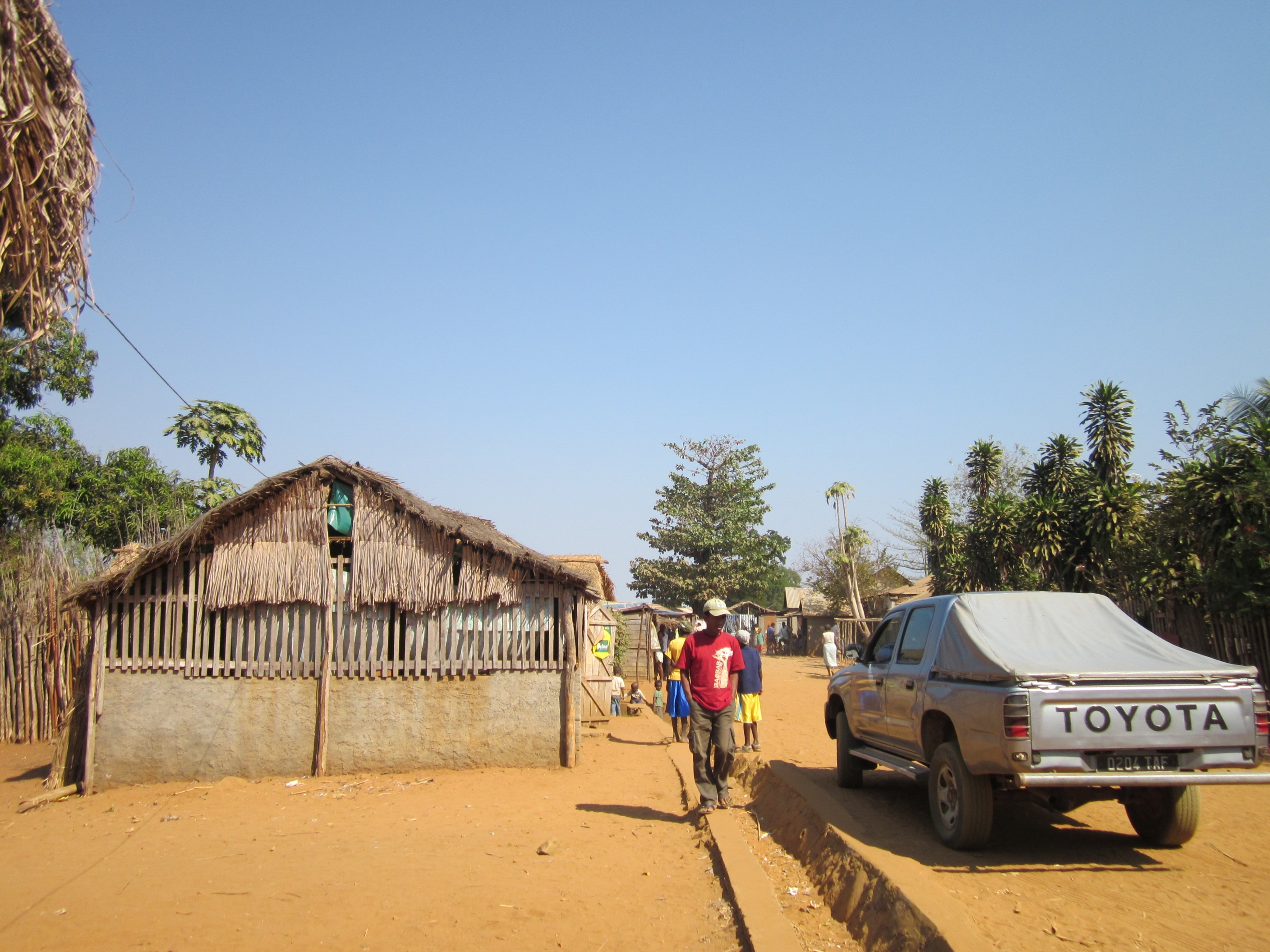
De RN8 ter hoogte van Bekopaka
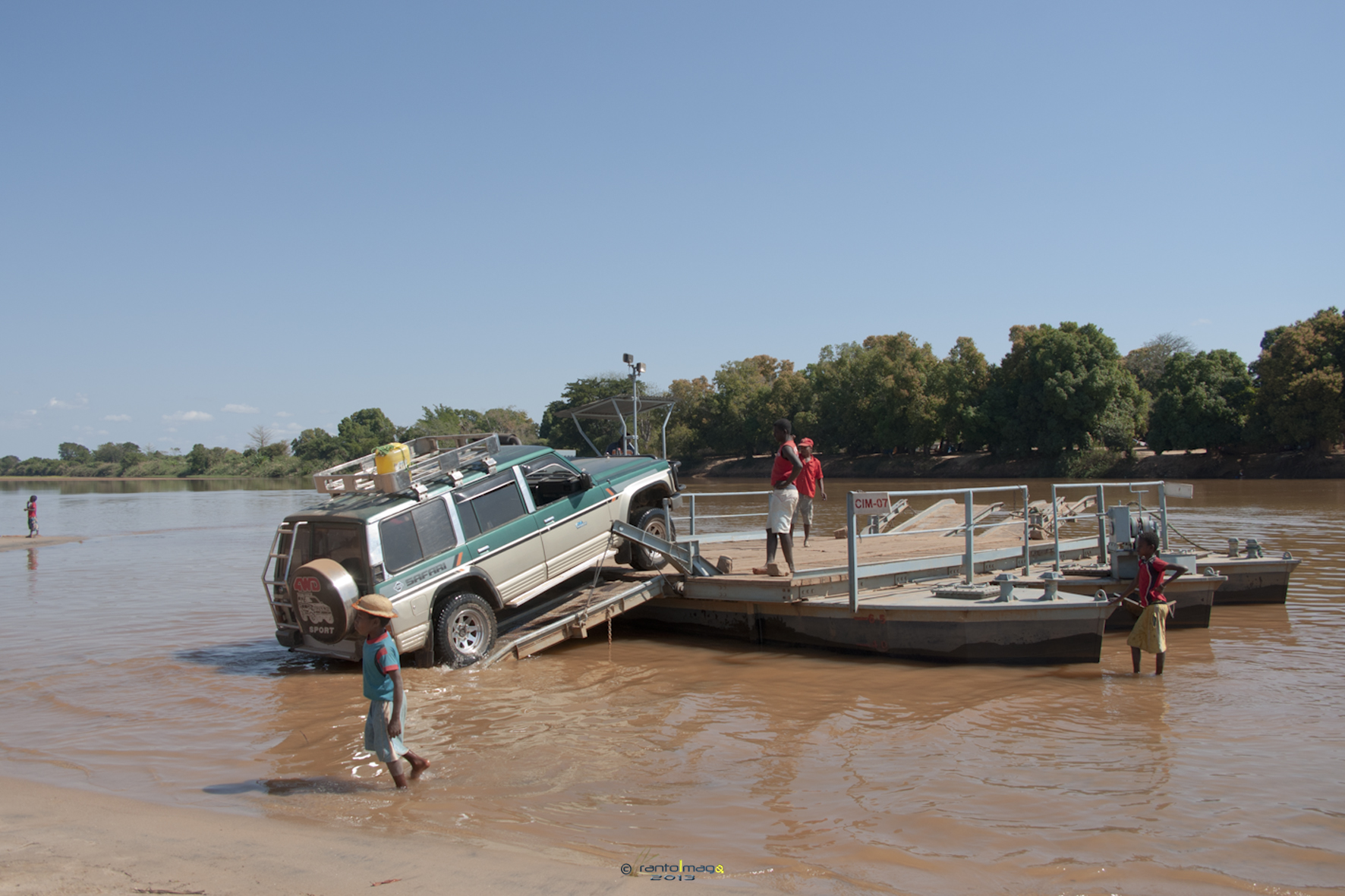
Pont over de Manambolo
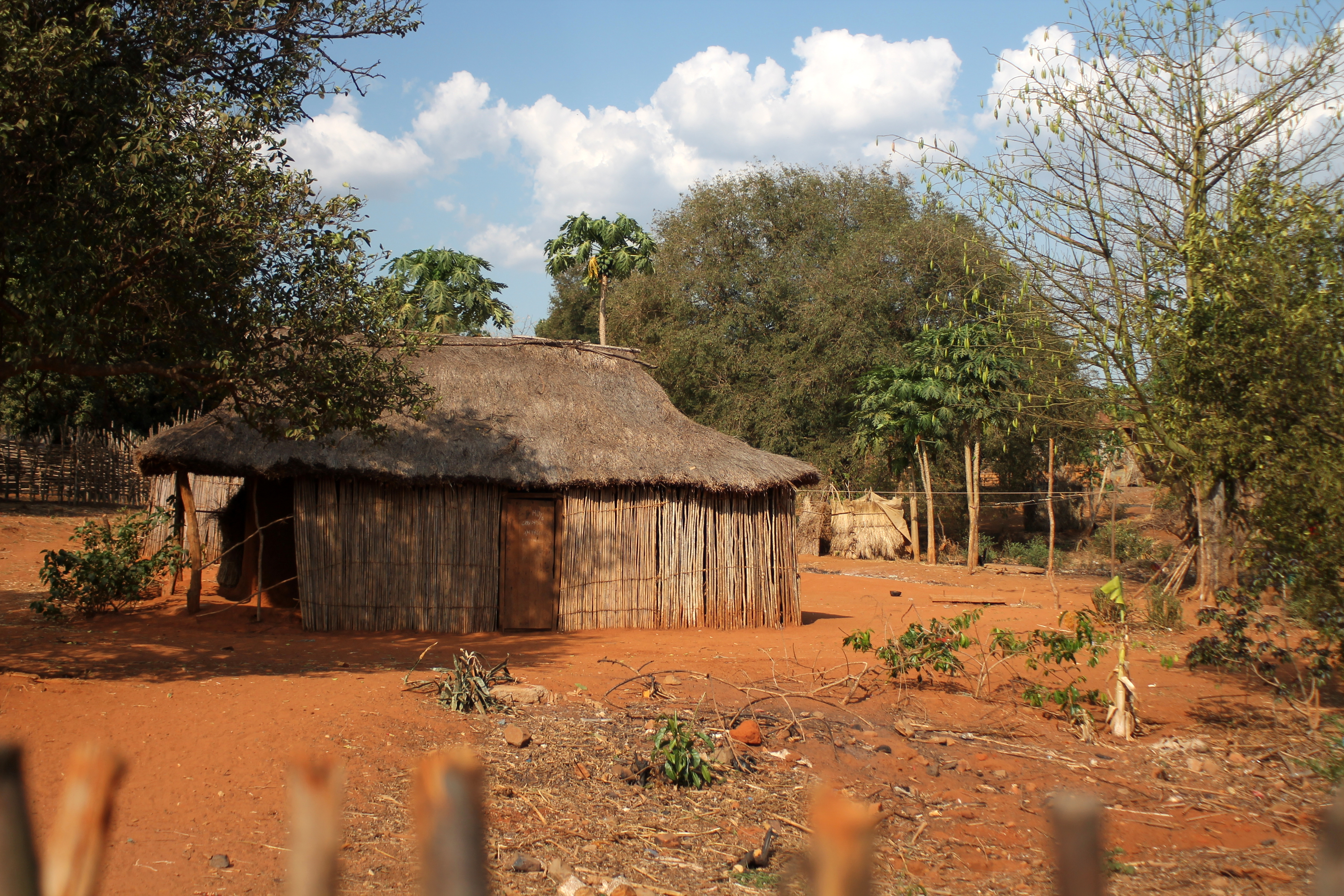
Sakalava-woning in Bekopaka